# Oberndorf in Tirol
Oberndorf in Tirol  är en ort och kommun i distriktet Kitzbühel i förbundslandet Tyrolen i Österrike.